# Anke Schröder
Anke Schröder, coniugata Hillebrand (Brema, 2 gennaio 1957), è un'ex cestista tedesca.

## Carriera
Con la Germania Ovest ha disputato due edizioni dei Campionati europei (1981, 1983).